# Gustav-Elias Forstenzer

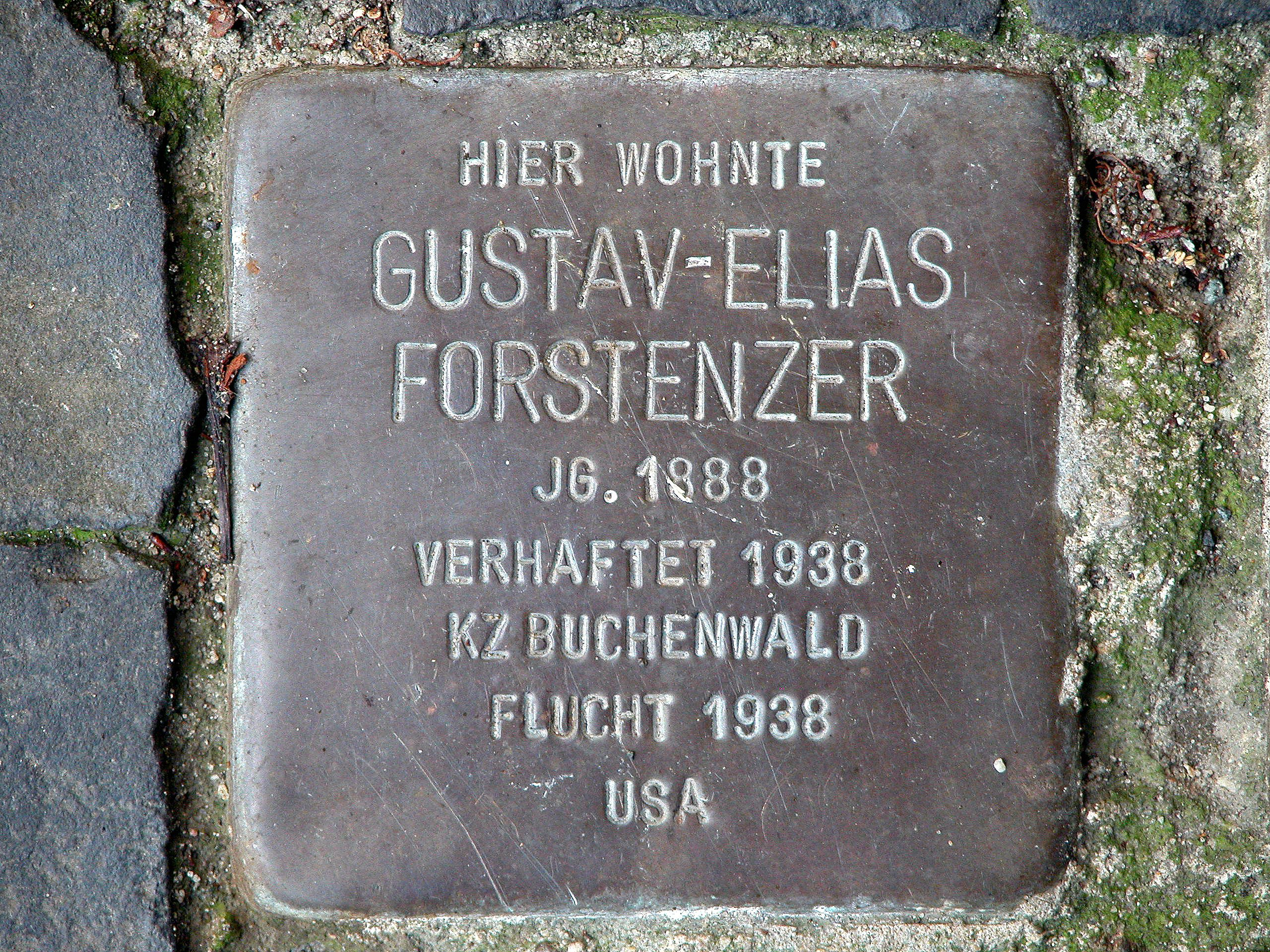
Stolperstein Lützowstraße 6

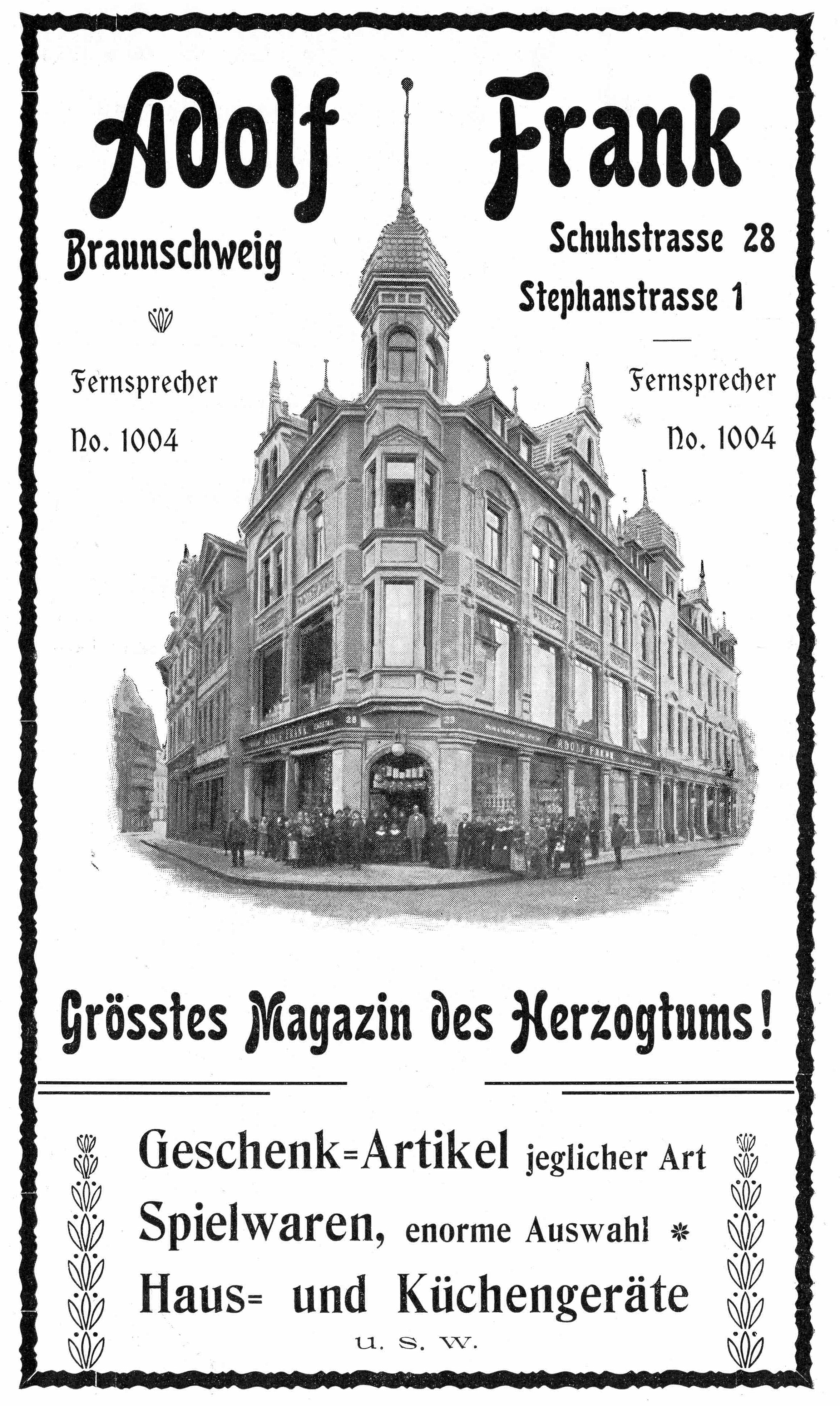
Kaufhaus Adolf Frank (Schuhstraße 28, Ecke Stephanstraße 1), um 1899.

Gustav-Elias Forstenzer (geboren 1888 in Berlin; gestorben am 30. Oktober 1970 in New York) war ein deutscher Jurist und Kaufmann jüdischen Glaubens in Braunschweig.

## Leben
Forstenzer war Handelsrichter in Braunschweig, 1922/24 sowie 1931/32 Präsident der Leopold-Zunz-Loge und im Vorstand der Jüdischen Gemeinde tätig. Durch Heirat mit Lucie-Sara Frank (1893–1988), einer Tochter des jüdischen Warenhausbesitzers Adolf Frank (1863–1924), wurde er nach dem Tode seines Schwiegervaters zusammen mit dessen Sohn Herbert Inhaber des Kaufhauses Frank, das zu den größten im Herzogtum Braunschweig gehörte und sich Schuhstraße 28, Ecke Stephanstraße 1 befand.
Während der von den Nationalsozialisten lancierten Novemberpogromen vom 9. auf den 10. November 1938 wurde Forstenzer in den frühen Morgenstunden zusammen mit seinen Zwillingssöhnen Martin (1921–2008) und Peter (* 1921) verhaftet und in das KZ Buchenwald gebracht. Seine Wohnung Lützowstraße 6 wurde verwüstet.
Die am 12. November in Kraft getretene Verordnung zur Ausschaltung der Juden aus dem deutschen Wirtschaftsleben bildete anschließend die Grundlage für die „Arisierung“ des Warenhauses Adolf Frank, das Forstenzer und Frank im selben Jahr noch an das NSDAP-Mitglied Karl Stöber verkaufen mussten.
Nach seiner überraschenden Freilassung aus dem KZ Anfang Dezember wanderte die gesamte Familie Forstenzer (inkl. des ältesten Sohnes Claus, * 1919) am 9. Dezember 1938 in die USA aus. Fünf Tage später emigrierte auch Familie Frank.